# Denver Broncos 2005
La stagione 2006 dei Denver Broncos è stata la 36ª della franchigia nella National Football League, la 46ª complessiva e la 12ª con Mike Shanahan come capo-allenatore.
I Broncos chiusero la stagione regolare con un bilancio di 13–3, il secondo migliore della loro storia. In seguito vinsero la loro prima gara nei playoff dalla conquista del Super Bowl XXXIII nel 1998. L'annata si chiuse nella finale della AFC perdendo contro i Pittsburgh Steelers. Denver non avrebbe più fatto ritorno ai playoff fino 2011 e non sarebbe tornata in finale di conference fino al 2013 sotto la guida di Peyton Manning.

## Roster
Offensive back
- 38 Mike Anderson RB
- 26 Tatum Bell RB
- 33 Ron Dayne RB
- 39 Kyle Johnson FB
- 16 Jake Plummer QB
- 37 Cecil Sapp RB
- 11 Bradlee Van Pelt QB

Receiver
- 81 Charlie Adams WR
- 82 Stephen Alexander TE
- 14 Todd Devoe WR
- 84 Wesley Duke TE
- 83 Mik Leach TE
- 85 Ashley Lelie WR
- 89 Nate Jackson TE
- 88 Jeb Putzier TE
- 80 Rod Smith WR
- 13 David Terrell WR
- 17 Darius Watts WR

Kicker
- 1 Jason Elam K
- 10 Todd Sauerbrun P

Offensive line
- 65 Cooper Carlisle RG
- 72 George Foster RT
- 74 Cornell D. Green OT
- 50 Ben Hamilton LG/C
- 78 Matt Lepsis LT
- 62 Chris Myers C/G
- 66 Tom Nalen C
- 59 Taylor Whitley OG

Linebacker
- 51 Keith Burns MLB
- 54 Patrick Chukwurah LB
- 52 Ian Gold WLB
- 53 Louis Green LB
- 55 D.J. Williams SLB
- 56 Al Wilson MLB

Defensive back
- 21 Hamza Abdullah FS
- 45 Roc Alexander CB
- 24 Champ Bailey CB
- 42 Sam Brandon SS
- 40 Curome Cox CB
- 25 Nick Ferguson SS
- 22 Domonique Foxworth CB
- 47 John Lynch FS
- 41 Karl Paymah CB
- 27 Darrent Williams CB

Defensive line
- 98 Courtney Brown LE
- 95 Marco Coleman DE
- 91 Ebenezer Ekuban LE
- 60 John Engelberger DE
- 96 Michael Myers LT
- 75 Monsanto Pope DT
- 93 Trevor Pryce RE
- 97 Demetrin Veal DT
- 61 Gerard Warren RT

Squadra di allenamento
- 57 Josh Buhl LB
- 34 Cedric Cobbs RB
- 99 George Gause DE
- 90 McKenzie Tilmon DT
- 63 Rob Hunt G/C
- 71 Patrice Majondo-Mwamba DL
- 48 Brandon Miree RB
- 90 Corey Jackson DE
- 64 Erik Pears T
- 35 Antwaun Rogers CB
- 9   Larry Stovall-Moody K/P/H

Infortunati/riserve
- 69 P.J. Alexander OG
- 29 Brandon Browner CB
- 77 Dwayne Carswell OT
- 28 Jeff Shoate CB
- 32 Chris Young S

## Calendario
| Stagione regolare |                    |                         |                    |                    |          |
| Turno             | Data               | Avversario              | Risultato          | TV                 | Pubblico |
| 1                 | 11/9/2005          | at Miami Dolphins       | S 34–10            | CBS                | 72,324   |
| 2                 | 18/9/2005          | San Diego Chargers      | V 20–17            | CBS                | 75,310   |
| 3                 | 26/9/2005          | Kansas City Chiefs      | V 30–10            | ABC                | 76,381   |
| 4                 | 2/10/2005          | at Jacksonville Jaguars | V 20–7             | CBS                | 66,045   |
| 5                 | 9/10/2005          | Washington Redskins     | V 21–19            | FOX                | 75,880   |
| 6                 | 16/10/2005         | New England Patriots    | V 28–20            | CBS                | 76,571   |
| 7                 | 23/10/2005         | at New York Giants      | S 24–23            | CBS                | 78,516   |
| 8                 | 30/10/2005         | Philadelphia Eagles     | V 49–21            | FOX                | 76,530   |
| 9                 | Settimana di pausa | Settimana di pausa      | Settimana di pausa | Settimana di pausa |          |
| 10                | 13/11/2005         | at Oakland Raiders      | V 31–17            | CBS                | 62,779   |
| 11                | 20/11/2005         | New York Jets           | V 27–0             | CBS                | 76,255   |
| 12                | 24/11/2005         | at Dallas Cowboys       | V 24–21            | CBS                | 63,273   |
| 13                | 4/12/2005          | at Kansas City Chiefs   | S 31–27            | CBS                | 78,261   |
| 14                | 11/12/2005         | Baltimore Ravens        | V 12–10            | CBS                | 75,651   |
| 15                | 17/12/2005         | at Buffalo Bills        | V 28–17            | CBS                | 71,887   |
| 16                | 24/12/2005         | Oakland Raiders         | V 22–3             | CBS                | 76,212   |
| 17                | 31/12/2005         | at San Diego Chargers   | V 23–7             | CBS                | 65,513   |

## Classifiche
| AFC West           | AFC West | AFC West | AFC West | AFC West | AFC West | AFC West | AFC West | AFC West | AFC West |
|                    | V        | S        | P        | %        | DIV      | CONF     | PF       | PS       | Str.     |
| ------------------ | -------- | -------- | -------- | -------- | -------- | -------- | -------- | -------- | -------- |
| (2) Denver Broncos | 13       | 3        | 0        | .813     | 5–1      | 10–2     | 395      | 258      | V4       |
| Kansas City Chiefs | 10       | 6        | 0        | .625     | 4–2      | 9–3      | 403      | 325      | V2       |
| San Diego Chargers | 9        | 7        | 0        | .563     | 3–3      | 7–5      | 418      | 312      | S2       |
| Oakland Raiders    | 4        | 12       | 0        | .250     | 0–6      | 2–10     | 290      | 383      | S6       |